# USR Sainte-Rose
El USR Sainte-Rose es un equipo de fútbol de Guadalupe que juega en la División de Honor de Guadalupe, la liga de fútbol más importante del departamento de ultramar francés.

## Historia
Fue fundado en la ciudad de Sainte-Rose y han sido campeones de la División de Honor de Guadalupe. Su mayor logro ha sido ganar la Copa de Guadalupe en la temporada 2011/12 luego de vencer en la final al JS Vieux Habitants con marcador de 1-0.
A pesar de haber sido campeón de la máxima categoría, han participado en un torneo continental, en el Campeonato de Clubes de la CFU 2014, en la cual fueron eliminados en la primera ronda, la cual se jugó en Puerto Rico, y no perdieron un solo partido. Disputaron el torneo en vista de que el CS Moulien y el L'Étoile de Morne-à-l'Eau rechazaron participar del torneo.

## Palmarés
- Copa de Guadalupe: 1

2011/12
• División de Honor de Guadalupe: 2
2015/16, 2016/17

## Participación en competiciones de la Concacaf
| Temporada | Torneo                         | Ronda | Club                   | Resultado |
| --------- | ------------------------------ | ----- | ---------------------- | --------- |
| 2014      | Campeonato de Clubes de la CFU | 1     | Bayamon FC             | 1-1       |
| 2014      | Campeonato de Clubes de la CFU | 1     | Bodden Town FC         | 1-0       |
| 2014      | Campeonato de Clubes de la CFU | 1     | RKSV Centro Dominguito | 0-0       |

## Jugadores destacados
- Christophe Olol
- Thomas Kevin